# The Jazz Message of Hank Mobley
The Jazz Message of Hank Mobley è un album di Hank Mobley (presente solo nella prima parte del disco), pubblicato dalla Savoy Records nel 1956. Il disco fu registrato negli studi di Rudy Van Gelder ad Hackensack, New Jersey (Stati Uniti) nelle date indicate nella lista tracce.

## Tracce
Lato A
1. There'll Never Be Another You – 5:47 (Mack Gordon, Harry Warren) – Registrato l'8 febbraio del 1956
2. Cattin' – 4:36 (Hank Mobley) – Registrato l'8 febbraio del 1956
3. Madelaine – 4:40 (Hank Mobley) – Registrato l'8 febbraio del 1956
4. When I Fall in Love – 3:46 (Edward Heyman, Victor Young) – Registrato l'8 febbraio del 1956

Lato B
1. Budo – 7:30 (Bud Powell, Miles Davis) – Registrato il 30 gennaio del 1956
2. I Married an Angel – 6:58 (Richard Rodgers, Lorenz Hart) – Registrato il 30 gennaio del 1956
3. The Jazz Message (with Freedom for All) – 8:03 (Ozzie Cadena) – Registrato il 30 gennaio del 1956

## Musicisti
Brani A1, A2, A3 e A4
- Hank Mobley  - sassofono tenore
- Donald Byrd  - tromba (tranne nel brano: A3)
- Ronnie Ball  - pianoforte
- Doug Watkins  - contrabbasso
- Kenny Clarke  - batteria[4]

Brani B1, B2 e B3
- Horace Silver  - pianoforte
- John LaPorta  - sassofono alto
- Donald Byrd  - tromba
- Wendell Marshall  - contrabbasso
- Kenny Clarke  - batteria[2]